# Йоахім Радемахер
Йоахім Радемахер (нім. Joachim Rademacher, 20 червня 1906 — 21 жовтня 1970) — німецький плавець і ватерполіст.
Олімпійський чемпіон 1928 року, срібний призер 1932 року.
Чемпіон Європи з водних видів спорту 1926, 1927 років, бронзовий призер 1926, 1927 років.